# Lista över fornlämningar i Falköpings kommun (Marka)
Lista över fornlämningar i Falköpings kommun (Marka) är en förteckning av ett urval av de fornlämningar som finns i Marka i Falköpings kommun.
| Namn       | Lämningstyp    | Tillkomsttid | Historisk indelning  | Plats | Läge                 | ID-nr          | Bild                                 |
| ---------- | -------------- | ------------ | -------------------- | ----- | -------------------- | -------------- | ------------------------------------ |
| Marka 1:1  | Stensättning   |              | Marka, Västergötland |       | 58.140668, 13.474903 | 10198600010001 | Ladda upp en bild av detta fornminne |
| Marka 2:1  | Stenkammargrav |              | Marka, Västergötland |       | 58.141813, 13.476131 | 10198600020001 | Ladda upp en bild av detta fornminne |
| Marka 3:1  | Stensättning   |              | Marka, Västergötland |       | 58.142782, 13.477271 | 10198600030001 | Ladda upp en bild av detta fornminne |
| Marka 4:1  | Stensättning   |              | Marka, Västergötland |       | 58.154922, 13.475740 | 10198600040001 | Ladda upp en bild av detta fornminne |
| Marka 5:1  | Runristning    |              | Marka, Västergötland |       | 58.159448, 13.483464 | 10198600050001 | Ladda upp en bild av detta fornminne |
| Marka 7:1  | Stensättning   |              | Marka, Västergötland |       | 58.149592, 13.481469 | 10198600070001 | Ladda upp en bild av detta fornminne |
| Marka 8:1  | Stensättning   |              | Marka, Västergötland |       | 58.149548, 13.479929 | 10198600080001 | Ladda upp en bild av detta fornminne |
| Marka 9:1  | Stensättning   |              | Marka, Västergötland |       | 58.149943, 13.477392 | 10198600090001 | Ladda upp en bild av detta fornminne |
| Marka 10:1 | Stensättning   |              | Marka, Västergötland |       | 58.150574, 13.477337 | 10198600100001 | Ladda upp en bild av detta fornminne |
| Marka 11:1 | Stensättning   |              | Marka, Västergötland |       | 58.153703, 13.491142 | 10198600110001 | Ladda upp en bild av detta fornminne |
| Marka 14:1 | Stensättning   |              | Marka, Västergötland |       | 58.156337, 13.500503 | 10198600140001 | Ladda upp en bild av detta fornminne |
| Marka 15:1 | Stenkammargrav |              | Marka, Västergötland |       | 58.133533, 13.465972 | 10198600150001 | Ladda upp en bild av detta fornminne |
| Marka 16:1 | Stenkammargrav |              | Marka, Västergötland |       | 58.146491, 13.492304 | 10198600160001 | Ladda upp en bild av detta fornminne |
| Marka 19:1 | Stenkammargrav |              | Marka, Västergötland |       | 58.162380, 13.479162 | 10198600190001 | Ladda upp en bild av detta fornminne |
| Marka 19:2 | Stensättning   |              | Marka, Västergötland |       | 58.162291, 13.479117 | 10198600190002 | Ladda upp en bild av detta fornminne |
| Marka 19:3 | Stensättning   |              | Marka, Västergötland |       | 58.162216, 13.479042 | 10198600190003 | Ladda upp en bild av detta fornminne |
| Marka 19:4 | Stensättning   |              | Marka, Västergötland |       | 58.162228, 13.479178 | 10198600190004 | Ladda upp en bild av detta fornminne |
| Marka 20:1 | Stensättning   |              | Marka, Västergötland |       | 58.160015, 13.498279 | 10198600200001 | Ladda upp en bild av detta fornminne |
| Marka 22:1 | Stensättning   |              | Marka, Västergötland |       | 58.169435, 13.507581 | 10198600220001 | Ladda upp en bild av detta fornminne |
| Marka 39:1 | Stensättning   |              | Marka, Västergötland |       | 58.151647, 13.480070 | 10198600390001 | Ladda upp en bild av detta fornminne |
| Marka 46:1 | Stensättning   |              | Marka, Västergötland |       | 58.156595, 13.503186 | 10198600460001 | Ladda upp en bild av detta fornminne |